# 森川源吾

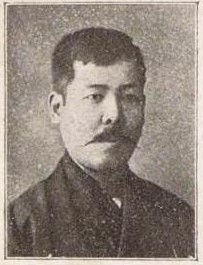
森川源吾

森川 源吾（もりかわ げんご、1876年2月8日 - 1957年9月25日）は、日本の弁護士、政治家。衆議院議員（1期）。

## 経歴
滋賀県出身。1900年、東京法学院卒。司法官試補、検事代理、判事となる。その後、弁護士となり、大津弁護士会会長を務める。
1912年の第11回衆議院議員総選挙において滋賀県郡部から立憲政友会公認で立候補して当選した。衆議院議員を1期務め、1915年の第12回衆議院議員総選挙には立候補しなかった。大浦事件で1916年に懲役2か月、執行猶予3年、追徴金1000円の判決を受けた。これにより従七位返上を命じられ、大礼記念章を褫奪された。1957年に死去した。